# Prefetture del Giappone

Mappa delle prefetture e delle regioni del Giappone.

Le prefetture del Giappone sono le 47 divisioni amministrativa di primo livello in cui è suddiviso il paese. Viene compresa in tale computo anche la "metropoli" (都?, To) di Tokyo, le cui funzioni sono equiparabili a quelle delle prefetture. Le altre 46 comprendono il "circuito" (道?, Dō) di Hokkaidō, le due "prefetture urbane" (府?, Fu) di Osaka e Kyoto, e 43 altre prefetture (県?, Ken). In giapponese, l'insieme delle 4 suddivisioni di livello prefettizio viene espresso unendo i 4 ideogrammi ad esse relativi nel termine Todōfuken (都道府県?).

## Storia
Le prefetture furono introdotte dal Governo Meiji nel 1871 con l'abolizione del sistema han. I precedenti feudi erano più di 300 e vennero sostituite ufficialmente da 47 prefetture nel 1888. La legge di Autonomia Locale del 1947 diede maggior potere politico alle province e prevedeva l'elezione di governatori locali. Nel 2003, il primo ministro Junichiro Koizumi propose di riordinare il sistema delle province inserendole in circa 10 regioni, il cui grado di autonomia sia maggiore di quello delle prefetture esistenti.
Secondo la legge di Autonomia Locale vigente, ogni provincia è suddivisa in città (市?, shi), e distretti (郡?, gun). Ogni distretto è ulteriormente suddiviso in quartieri e villaggi. Hokkaidō è stata suddivisa in 14 sottoprovince, a causa dell'eccessiva distanza dal capoluogo, ognuna come sottoufficio (支庁?, shichō) della provincia. Anche i territori eccessivamente lontani dal capoluogo in altre province sono stati organizzati in sottoprovince.

## Lista delle prefetture (province)
| Prefettura            | Bandiera | Tipo | Capoluogo  | Regione  | Isola    | Popolazione | Superficie (km²) | Densità (per km²) | Distretti | Comuni | ISO   |
| --------------------- | -------- | ---- | ---------- | -------- | -------- | ----------- | ---------------- | ----------------- | --------- | ------ | ----- |
| Aichi (愛知県?)       |          | Ken  | Nagoya     | Chūbu    | Honshū   | 7 255 000   | 5 165            | 1 415             | 15        | 88     | JP-23 |
| Akita (秋田県?)       |          | Ken  | Akita      | Tōhoku   | Honshū   | 1 146 000   | 11 612           | 98                | 8         | 65     | JP-05 |
| Aomori (青森県?)      |          | Ken  | Aomori     | Tōhoku   | Honshū   | 1 437 000   | 9 606            | 148               | 8         | 61     | JP-02 |
| Chiba (千葉県?)       |          | Ken  | Chiba      | Kantō    | Honshū   | 6 056 000   | 5 156            | 1 178             | 9         | 80     | JP-12 |
| Ehime (愛媛県?)       |          | Ken  | Matsuyama  | Shikoku  | Shikoku  | 1 468 000   | 5 678            | 257               | 7         | 28     | JP-38 |
| Fukui (福井県?)       |          | Ken  | Fukui      | Chūbu    | Honshū   | 822 000     | 4 188            | 196               | 10        | 29     | JP-18 |
| Fukuoka (福岡県?)     |          | Ken  | Fukuoka    | Kyūshū   | Kyūshū   | 5 050 000   | 4 977            | 1 016             | 17        | 91     | JP-40 |
| Fukushima (福島県?)   |          | Ken  | Fukushima  | Tōhoku   | Honshū   | 2 091 000   | 13 782           | 151               | 17        | 88     | JP-07 |
| Gifu (岐阜県?)        |          | Ken  | Gifu       | Chūbu    | Honshū   | 2 107 000   | 10 621           | 198               | 15        | 56     | JP-21 |
| Gunma (群馬県?)       |          | Ken  | Maebashi   | Kantō    | Honshū   | 2 024 000   | 6 363            | 318               | 12        | 61     | JP-10 |
| Hiroshima (広島県?)   |          | Ken  | Hiroshima  | Chūgoku  | Honshū   | 2 877 000   | 8 479            | 339               | 10        | 37     | JP-34 |
| Hokkaidō (北海道?)    |          | Dō   | Sapporo    | Hokkaidō | Hokkaidō | 5 628 000   | 83 456           | 71                | 77        | 222    | JP-01 |
| Hyōgo (兵庫県?)       |          | Ken  | Kōbe       | Kansai   | Honshū   | 5 591 000   | 8 396            | 666               | 13        | 60     | JP-28 |
| Ibaraki (茨城県?)     |          | Ken  | Mito       | Kantō    | Honshū   | 2 975 000   | 6 096            | 488               | 13        | 61     | JP-08 |
| Ishikawa (石川県?)    |          | Ken  | Kanazawa   | Chūbu    | Honshū   | 1 174 000   | 4 185            | 280               | 7         | 25     | JP-17 |
| Iwate (岩手県?)       |          | Ken  | Morioka    | Tōhoku   | Honshū   | 1 385 000   | 15 279           | 90                | 12        | 59     | JP-03 |
| Kagawa (香川県?)      |          | Ken  | Takamatsu  | Shikoku  | Shikoku  | 1 012 000   | 1 877            | 538               | 6         | 37     | JP-37 |
| Kagoshima (鹿児島県?) |          | Ken  | Kagoshima  | Kyūshū   | Kyūshū   | 1 753 000   | 9 188            | 190               | 12        | 96     | JP-46 |
| Kanagawa (神奈川県?)  |          | Ken  | Yokohama   | Kantō    | Honshū   | 8 792 000   | 2 416            | 3 655             | 7         | 37     | JP-14 |
| Kōchi (高知県?)       |          | Ken  | Kōchi      | Shikoku  | Shikoku  | 796 000     | 7 104            | 111               | 7         | 53     | JP-39 |
| Kumamoto (熊本県?)    |          | Ken  | Kumamoto   | Kyūshū   | Kyūshū   | 1 842 000   | 7 406            | 248               | 11        | 94     | JP-43 |
| Kyoto (京都府?)       |          | Fu   | Kyoto      | Kansai   | Honshū   | 2 648 000   | 4 613            | 573               | 12        | 44     | JP-26 |
| Mie (三重県?)         |          | Ken  | Tsu        | Kansai   | Honshū   | 1 867 000   | 5 777            | 324               | 14        | 69     | JP-24 |
| Miyagi (宮城県?)      |          | Ken  | Sendai     | Tōhoku   | Honshū   | 2 360 000   | 7 286            | 323               | 15        | 71     | JP-04 |
| Miyazaki (宮崎県?)    |          | Ken  | Miyazaki   | Kyūshū   | Kyūshū   | 1 153 000   | 7 735            | 148               | 8         | 44     | JP-45 |
| Nagano (長野県?)      |          | Ken  | Nagano     | Chūbu    | Honshū   | 2 196 000   | 13 562           | 161               | 16        | 120    | JP-20 |
| Nagasaki (長崎県?)    |          | Ken  | Nagasaki   | Kyūshū   | Kyūshū   | 1 479 000   | 4 096            | 358               | 9         | 79     | JP-42 |
| Nara (奈良県?)        |          | Ken  | Nara       | Kansai   | Honshū   | 1 421 000   | 3 691            | 384               | 8         | 47     | JP-29 |
| Niigata (新潟県?)     |          | Ken  | Niigata    | Chūbu    | Honshū   | 2 431 000   | 12 583           | 192               | 16        | 111    | JP-15 |
| Ōita (大分県?)        |          | Ken  | Ōita       | Kyūshū   | Kyūshū   | 1 210 000   | 6 339            | 190               | 12        | 58     | JP-44 |
| Okayama (岡山県?)     |          | Ken  | Okayama    | Chūgoku  | Honshū   | 1 957 000   | 7 113            | 275               | 18        | 78     | JP-33 |
| Okinawa (沖縄県?)     |          | Ken  | Naha       | Kyūshū   | Okinawa  | 1 362 000   | 2 276            | 602               | 5         | 53     | JP-47 |
| Osaka (大阪府?)       |          | Fu   | Osaka      | Kansai   | Honshū   | 8 817 000   | 1 898            | 4 647             | 5         | 44     | JP-27 |
| Saga (佐賀県?)        |          | Ken  | Saga       | Kyūshū   | Kyūshū   | 866 000     | 2 440            | 354               | 8         | 49     | JP-41 |
| Saitama (埼玉県?)     |          | Ken  | Saitama    | Kantō    | Honshū   | 7 054 000   | 3 797            | 1 862             | 9         | 90     | JP-11 |
| Shiga (滋賀県?)       |          | Ken  | Ōtsu       | Kansai   | Honshū   | 1 380 000   | 4 017            | 346               | 11        | 50     | JP-25 |
| Shimane (島根県?)     |          | Ken  | Matsue     | Chūgoku  | Honshū   | 742 000     | 6 708            | 110               | 12        | 59     | JP-32 |
| Shizuoka (静岡県?)    |          | Ken  | Shizuoka   | Chūbu    | Honshū   | 3 792 000   | 7 780            | 488               | 12        | 74     | JP-22 |
| Tochigi (栃木県?)     |          | Ken  | Utsunomiya | Kantō    | Honshū   | 2 017 000   | 6 408            | 315               | 7         | 49     | JP-09 |
| Tokushima (徳島県?)   |          | Ken  | Tokushima  | Shikoku  | Shikoku  | 810 000     | 4 146            | 194               | 10        | 50     | JP-36 |
| Tokyo (東京都?)       |          | To   | Tokyo      | Kantō    | Honshū   | 12 577 000  | 2 188            | 5 788             | 6         | 49     | JP-13 |
| Tottori (鳥取県?)     |          | Ken  | Tottori    | Chūgoku  | Honshū   | 607 000     | 3 507            | 172               | 6         | 39     | JP-31 |
| Toyama (富山県?)      |          | Ken  | Toyama     | Chūbu    | Honshū   | 1 112 000   | 4 248            | 261               | 6         | 27     | JP-16 |
| Wakayama (和歌山県?)  |          | Ken  | Wakayama   | Kansai   | Honshū   | 1 036 000   | 4 726            | 218               | 7         | 50     | JP-30 |
| Yamagata (山形県?)    |          | Ken  | Yamagata   | Tōhoku   | Honshū   | 1 216 000   | 9 323            | 130               | 19        | 54     | JP-06 |
| Yamaguchi (山口県?)   |          | Ken  | Yamaguchi  | Chūgoku  | Honshū   | 1 493 000   | 6 113            | 243               | 11        | 56     | JP-35 |
| Yamanashi (山梨県?)   |          | Ken  | Kōfu       | Chūbu    | Honshū   | 885 000     | 4 465            | 197               | 8         | 64     | JP-19 |

## Tipi di prefetture
To, dō, fu e ken differiscono principalmente in nome per ragioni storiche.

### Fu(Osaka/Kyoto) eKen
Durante il Periodo Edo il bakufu stabilì zone controllate da "commissari" o bugyō (奉行支配地?) intorno a nove delle più grandi città del Giappone e 302 zone controllate da città (郡代支配地?) nel resto del paese. Quando il governo Meiji iniziò a creare il sistema prefettuale nel 1868 (il primo anno dell'Era Meiji, le nove zone controllate da bugyo divennero fu, le zone controllate da città divennero ken: successivamente, nel 1871, il governo designò le prefetture di Tokyo, Ōsaka e Kyōto come fu, relegando le fu rimanenti allo status di ken. Nel 1943, durante la seconda guerra mondiale, a Tokyo fu assegnato lo status di metropoli (to) con la fusione della città e della prefettura, entrambe soppresse.
Prima della seconda guerra mondiale si applicavano leggi differenti tra i fu ed i ken, ma questa distinzione venne abolita dopo la guerra ed i due tipi di prefettura sono ora funzionalmente identici, senza bisogno di essere ulteriormente distinti.

### Hokkaidō
Il termine dō (circuito) era originariamente usato per riferirsi alle regioni del Giappone, come il Tokaidō e il Saikaidō, consistenti ognuno di diverse province. In kanji ha il significato di strada e si ritiene che sia stato deciso dall'Imperatore Tenmu.
L'unico dō rimanente oggigiorno è Hokkaidō, che non appartiene ai sette dō originari (era conosciuto come Ezo dell'era pre-moderna). Si pensa che il nome corrente abbia avuto origine da Matsuura Takeshiro, uno dei primi giapponesi ad esplorare questa terra. Poiché l'Hokkaidō non rientrava nella classificazione delle dō esistenti all'epoca, venne creato un nuovo dō appositamente.
Il governo Meiji classificò originariamente l'Hokkaidō come una "Proprietà dell'Inviato" (開拓使?, kaitakushi), e più tardi divise l'isola in tre prefetture (Sapporo, Hakodate e Nemuro). Queste vennero consolidate nel 1886 in una prefettura unica, la prefettura di Hokkaidō. Il suffisso -ken non venne mai aggiunto al suo nome così il suffisso -dō assunse il significato di "prefettura".
Quando l'Hokkaidō venne incorporato, i trasporti sull'isola non erano ancora sviluppati e quindi la prefettura venne divisa in numerose "sottoprefetture" (支庁?, shichō), i cui uffici potevano rappresentare il governo prefettizio e soddisfare i bisogni amministrativi degli abitanti. Le sottoprefetture sono la principale differenza tra l'Hokkaidō e gli altri ken, ma sono solo una conseguenza delle sue enormi dimensioni, non della sua designazione.
Tecnicamente il termine "Provincia di Hokkaidō" è ridondante, sebbene usato occasionalmente per distinguere tra il governo dell'isola e l'isola stessa. Il governo della provincia chiama se stesso "Governo dell'Hokkaidō" piuttosto che "Governo Provinciale dell'Hokkaidō".
Oggigiorno l'Hokkaidō è la meno densamente popolata delle quattro principali isole giapponesi. La città più grande e capitale è Sapporo, la sesta più grande città del Giappone. Tra le altre città principali c'è Hakodate.

### Tōkyō-to
La sola metropoli che abbia ottenuto lo status di to in Giappone è Tokyo. In seguito all'abolizione del sistema han, Tōkyō-fu (una prefettura urbana come Kyoto e Osaka) comprendeva diverse città, la principale delle quali era la Città di Tokyo, che venne divisa in 15 quartieri. Nel 1943 la città e la prefettura di Tokyo vennero abolite e fu creata Tōkyō-to, ed i quartieri della Città di Tokyo divennero quartieri speciali che caddero gerarchicamente sotto l'amministrazione della provincia, ognuno con una propria assemblea eletta (kugikai) e un proprio sindaco (kuchō). Ai quartieri preesistenti ne vennero aggiunti altri (in precedenza città e villaggi dei sobborghi della città di Tokyo) per un totale di 35 quartieri speciali sotto le dipendenze di Tōkyō-to. La ragione per questa riorganizzazione fu di consolidare l'amministrazione dell'area intorno alla capitale eliminando un livello amministrativo. A causa del grande decremento della popolazione di Tokyo, causato dalla guerra, nel 1947 i 35 quartieri vennero riorganizzati negli attuali 23 quartieri speciali. Successivamente alla crescita postbellica, l'inurbamento di Tokyo ha invaso il territorio di altre province ed i quartieri ottennero uno status equiparabile a quello di città e simili poteri ed autonomia.
Ci sono alcune differenze di terminologia tra Tokyo ed altre province: per esempio, la polizia ed il dipartimento dei vigili del fuoco sono chiamati chō (庁?) invece di honbu (本部?). L'unica differenza funzionale con le province è che Tokyo amministra i suoi quartieri in modo simile a quello con cui amministra le città. Oggi i quartieri speciali hanno lo stesso grado di autonomia delle città giapponesi, la differenza amministrativa tra Tokyo e le altre prefetture è minima.
Il governo giapponese traduce Tōkyō-to come "Metropoli di Tokyo" ed il suo governo è ufficialmente chiamato "Governo Metropolitano di Tokyo".